# Sisakos delfin
A sisakos delfin vagy háromszínű delfin (Stenella clymene) az emlősök (Mammalia) osztályának párosujjú patások (Artiodactyla) rendjébe, ezen belül a delfinfélék (Delphinidae) családjába tartozó faj.

## Előfordulása
Elterjedése nem nagyon ismert, térképünk is viszonylag ki számú megfigyelés alapján készült. Főként trópusi és szubtrópusi, esetenként a meleg mérsékelt övi vizekben található. Észlelték Afrika észak nyugati partjai előtt, az Atlanti-óceán közepén az Egyenlítő mentén, Dél-Amerika északkeleti partjai mentén, az USA délkeleti partjánál egészen New Jeresy-is (amely a faj legészakibb adata), a Mexikói-öbölben és a Karib-tengerben. Nyugati terjedésének határa egészen Brazíliáig nyúlhat le délre (bár csak egyetlen adat van 1992-ben a brazíliai Santa Catarina- ból, ami lehet, hogy kóbor példány volt) és keleten pedig Angliáig, de határai nem ismertek pontosan. Főként a mély vizekben található.

## Megjelenése
A sisakos delfint sokáig a trópusi delfin egy változatának tartották a sok közül, de 1981-ben hivatalosan külső fajnak ismerték el. A két faj elterjedési területe eléggé fedi egymást az Atlanti-óceánban és nehéz őket megkülönböztetni a tengeren. A sisakos delfin valamivel robusztusabb, hátúszója kevésbé háromszögű, arcorra pedig rövidebb és zömökebb, a hátoldalát takaró sötét palást a hátúszó alatt terül el, és majdnem érinti a fehér has oldalt. Összetéveszthető még a palackorrú delfinnel és a közönséges delfinnel. A sisakos delfin valószínűleg nagyon gyakori, bár egyes területeken elkerüli a figyelmet, mert nehéz azonosítani.
Hátúszó elhelyezkedése: Középen.
Újszülött mérete: kb 80 cm.
Felnőtt mérete: 1,7–2 m.
Újszülött tömege: Ismeretlen.
Felnőtt tömege: 50–90 kg.

## Életmódja
Tápláléka halakból, kalmárokból vagy polipokból áll. Ugrás közben néha megpördül a tengelye körül, általában a hátára vagy az egyik oldalára zuhan, a Mexikói-öbölben nemrégiben megfigyelték, hogy vannak olyan magas és bonyolult ugrásai, mint a hosszúcsőrű delfinnek, de ezek a legtöbb populációban ritkán láthatók. Szívesen úszik hajók orrvízén, és egyes területeken néha nagyon megközelíti a csónakokat. Közepesen mély vizekben él, éjjel táplálkozik. Társulhat trópusi delfinekkel, közönséges delfinekkel és más kis termetű cetfajokkal. Az átlagos csoport méret 5-50 egyedből áll, ritkább esetekben 1-500 egyedből is állhat.